# Романівка (Теребовлянська міська громада)
Рома́нівка — село в Україні, у Теребовлянській міській громаді Тернопільського району Тернопільської області на березі річки Гнила Рудка. До Романівки приєднано х. Гайдаки.
Населення — 658 осіб (2007).
У селі є Романівське джерело, на околиці — Романівський орнітологічний заказник.

## Історія
Перша писемна згадка — 1471.
Назва Романівка походить від імені галицького князя Романа Мстиславича. За іншою версією – від Романа, який прийшов у цю місцевість з Могильниці й тут поселився.
Постійно потерпало від нападів татарсько-турецьких орд в цей час. Основним заняттям селян Романівки завжди було землеробство.
Селяни підтримали повстання проти поляків під проводом Северина Наливайка, брали активну участь у визвольній війні під проводом Богдана Хмельницького.

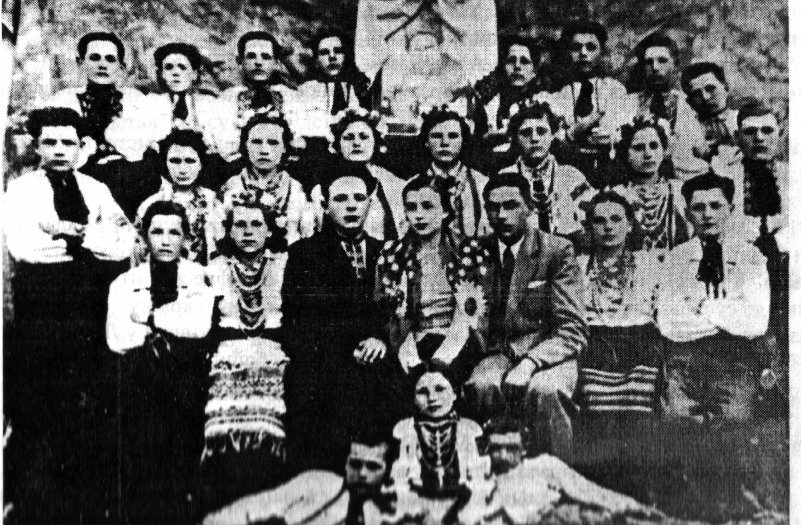
Молодіжний хор

Після першого поділу Речі Посполитої Романівка у складі решти галицьких земель переходить під владу Австрії. На початку XIX століття в Романівці було створено двокласову школу з українською мовою навчання. Значну роль відіграв вчитель пан Ковальський. Вкінці XIX століття в селі, як і в інших Теребовлянського повіту засновуються різні громадські організації, гуртки, товариства. В 1902 році тут було створено товариство «Просвіта», яке розмістилося в приватному будинку Ярослава Коваля. Тривалий час товариством головував о. Балько. При просвіті було створено ряд гуртків, а саме «Сокіл», «Січ», «Сільський господар», «Союз Українок», інші.
Багато селян записалося до лав УСС під час Першої світової війни. З 1 листопада 1918 року Романівка перебуває у складі ЗУНР. Головою села був обраний Струнь Омелян.

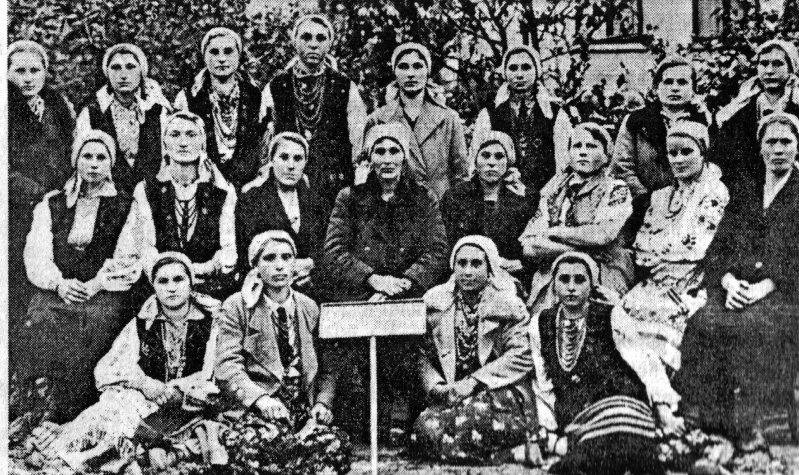
Союз українок

Діяли товариства «Просвіта», «Луг», «Сокіл», «Союз українок», кооператива. На початку 1920-х років у чотирикласній Романівській школі навчання велося українською мовою.
1 серпня 1934 року село увійшло до складу новоутвореної сільської гміни Могильниця.
З 17 липня 1941 року до 25 березня 1944 року село перебувало під німецькою окупацією. За роки окупації з Романівки на роботи в Німеччину вивезли близько 50 юнаків і дівчат.
У вересні 1944 року в результаті бою на хуторі Гайдайка бійці УПА вбили 14 енкаведистів.
З поверненням радянської влади за звинуваченням у націоналізмі були вислані в Сибір родини Антона Багрія, Ярослава Стельмаха, Семена Афінця, Григорія Мізюка, Володимира Кацана та інших. Окремих діячів визвольного руху було ув’язнено. Протягом 1950 року було сформовано колгосп ім. Шевченка. У другій половині 60-х було збудовано дитячий садок, лазню, нові приміщення свинокомплексу, значно розширено машинно-тракторний парк.  Протягом 70-х та 80-х років у два етапи було проведено меліорацію річкової долини Гнилої Рудки, побудовано два ставки.
12 червня 2020 року, відповідно до розпорядження Кабінету Міністрів України № 724-р «Про визначення адміністративних центрів та затвердження територій територіальних громад Тернопільської області» увійшло до складу Теребовлянської міської громади.
19 липня 2020 року, в результаті адміністративно-територіальної реформи та ліквідації Теребовлянського району, село увійшло до складу Тернопільського району.

## Політика

### Парламентські вибори, 2019
На позачергових парламентських виборах 2019 року у селі функціонувала окрема виборча дільниця № 610862, розташована у приміщенні клубу.
Результати
- зареєстровано 392 виборці, явка 67,09%, найбільше голосів віддано за Радикальну партію Олега Ляшка — 20,31%, за «Слугу народу» — 18,77%, за «Європейську Солідарність» — 17,62%.[5] В одномандатному окрузі найбільше голосів отримав Микола Люшняк (самовисування) — 38,34%, за Аллу Стечишин (самовисування) — 15,02%, за Володимира Бліхаря (Всеукраїнське об'єднання «Батьківщина») — 13,83%[6].

## Мікротопоніми
- назви частин села: Завода Велика й Мала, Загороди, Кінец, Кут;
- потік Гнила Рудка;
- назви піль: Вила, Долинки, Кобаньки, Лиса Гора, Сидерівка, Стадниця[7].

## Поширені прізвища
Бойчук, Бруховський, Витвицький, Гречаник, Гульман, Гурський, Данилишин, Ділай, Жаровський, Жук, Камбей, Кацан, Кумлик, Кульчицький, Кушлик, Кучма, Лужецький, Мелешка, Музика, Новицький, Олійник, Островський, Підкова, Рудий, Салій, Славський, Снітовський, Стельмах, Струнь, Трусь, Шлапак, Яворський, Глинський, Крийцула

## Релігія
- церква Воздвиження Чесного Хреста (1842, ПЦУ, кам'яна).
- церква святого Миколая (2008, УГКЦ, кам'яна).
- каплиця та джерело Пресвятої Богородиці.

## Пам'ятники
- Пам'ятник воїнам-односельцям, полеглим у Другій світовій війні (1977).
- Пам'ятник на місці перепоховання діячів ОУН та вояків УПА (1990).
- Пам'ятник Махайлу та Тимофієві Бойчукам (1992, скульп. Борис Рудий).
- Символічна могилу Борцям за волю України (1990).
- Пам'ятний хрест на честь 1-ї річниці Незалежності України.
- Дві меморіальні таблиці на приміщенні школи, присвячені братам Михайлу і Тимофієві Бойчукам (1999) та Ярославі Стецько (2004).
- Гідрологічна пам'ятка природи місцевого значення Романівське джерело.

## Соціальна сфера
Працюють загальноосвітня школа І-ІІ ступенів, дитячий садок, бібліотека, ФАП, відділення зв'язку, музей Братів Бойчуків (від 2004), торговельний заклад.

## Відомі люди

### Народилися
- геолог, хімік М. Безверхний,
- художники Бойчук Михайло Львович та його брат Тимофій, Мар'ян Субчак,
- діяч ОУН М. Думанський,
- громадсько-політична діячка Слава Стецько, на честь якої встановлено меморіальну таблицю (2004),
- український педагог, громадсько-освітній діяч у США Андрейко Дмитро,
- громадський діяч, поет Антін Субчак.

### Перебували
- Іван Франко.

## Галерея

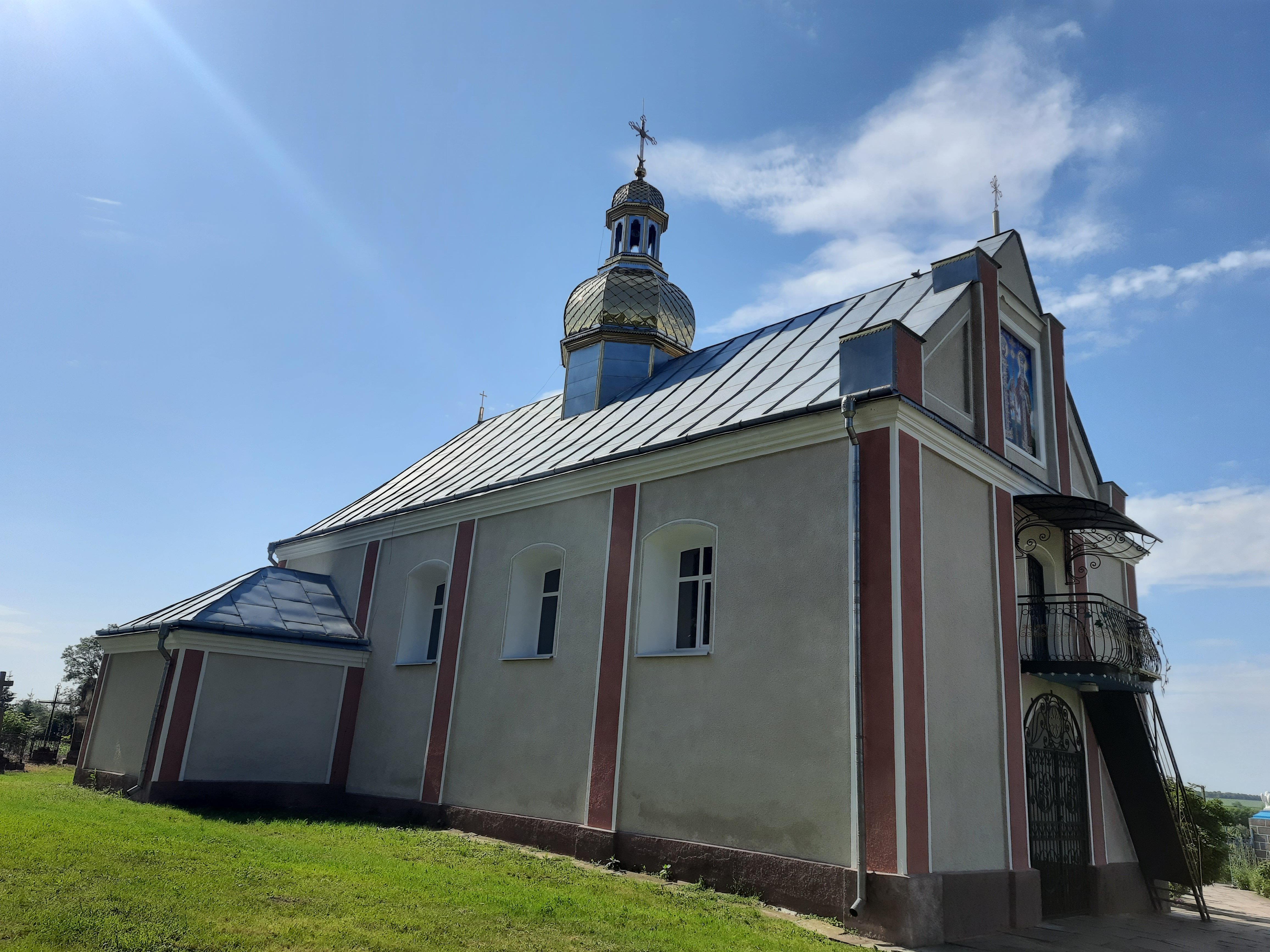
Церква Воздвиження Чесного Хреста (1842р) ПЦУ
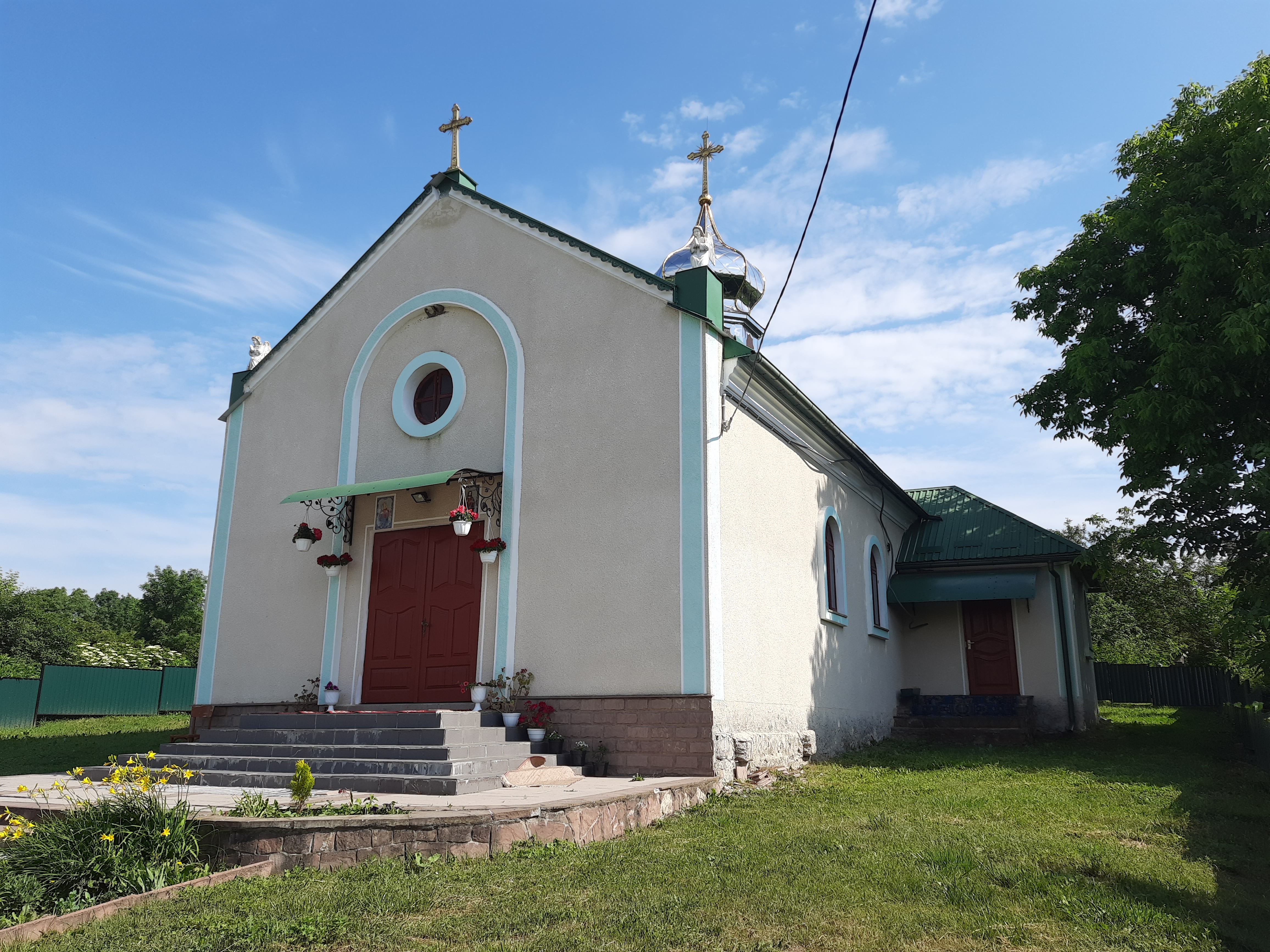
Церква Святого Миколая (2008, УГКЦ)
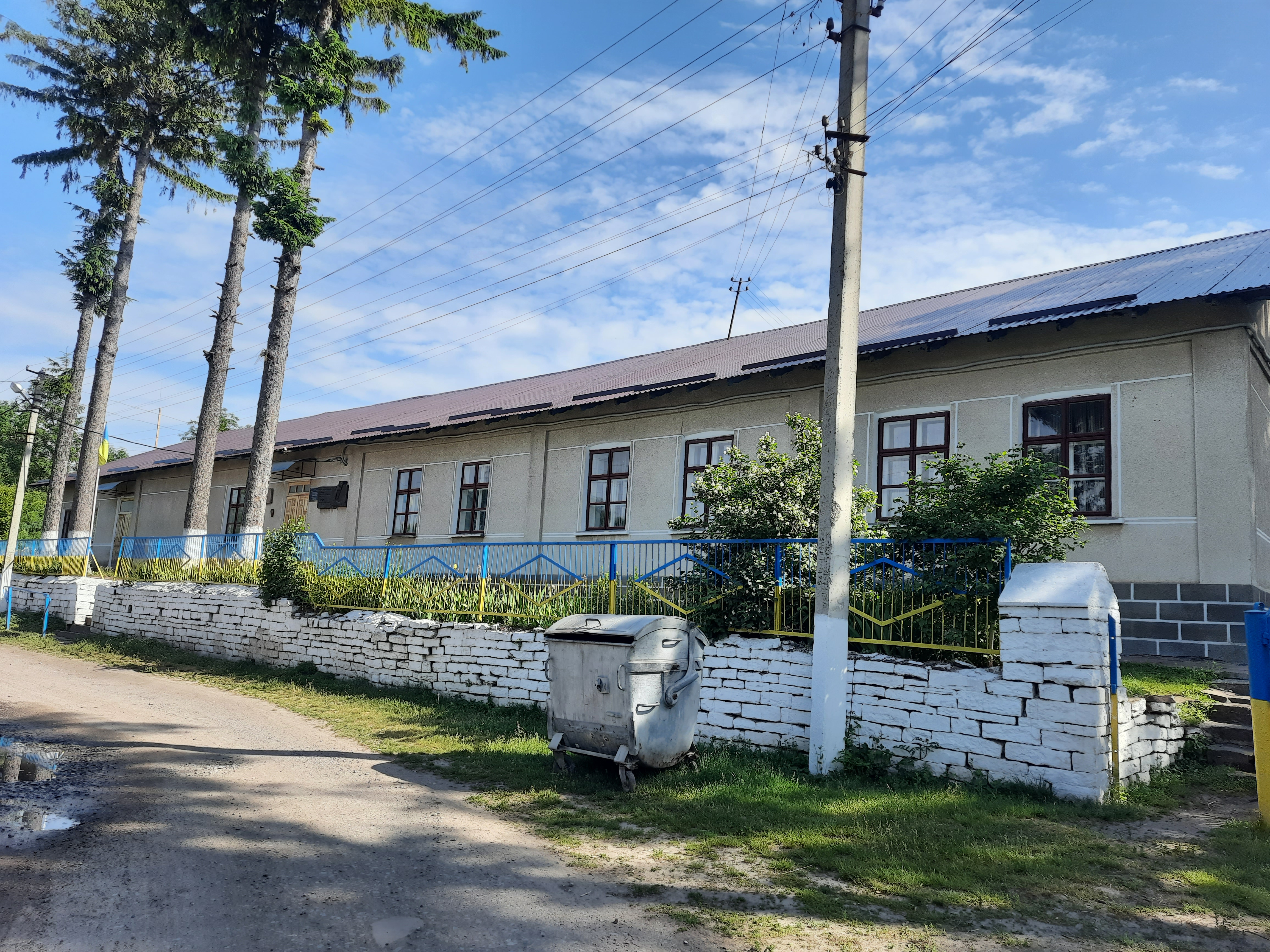
Школа, в якій навчались брати Бойчуки та Ярослава Стецько
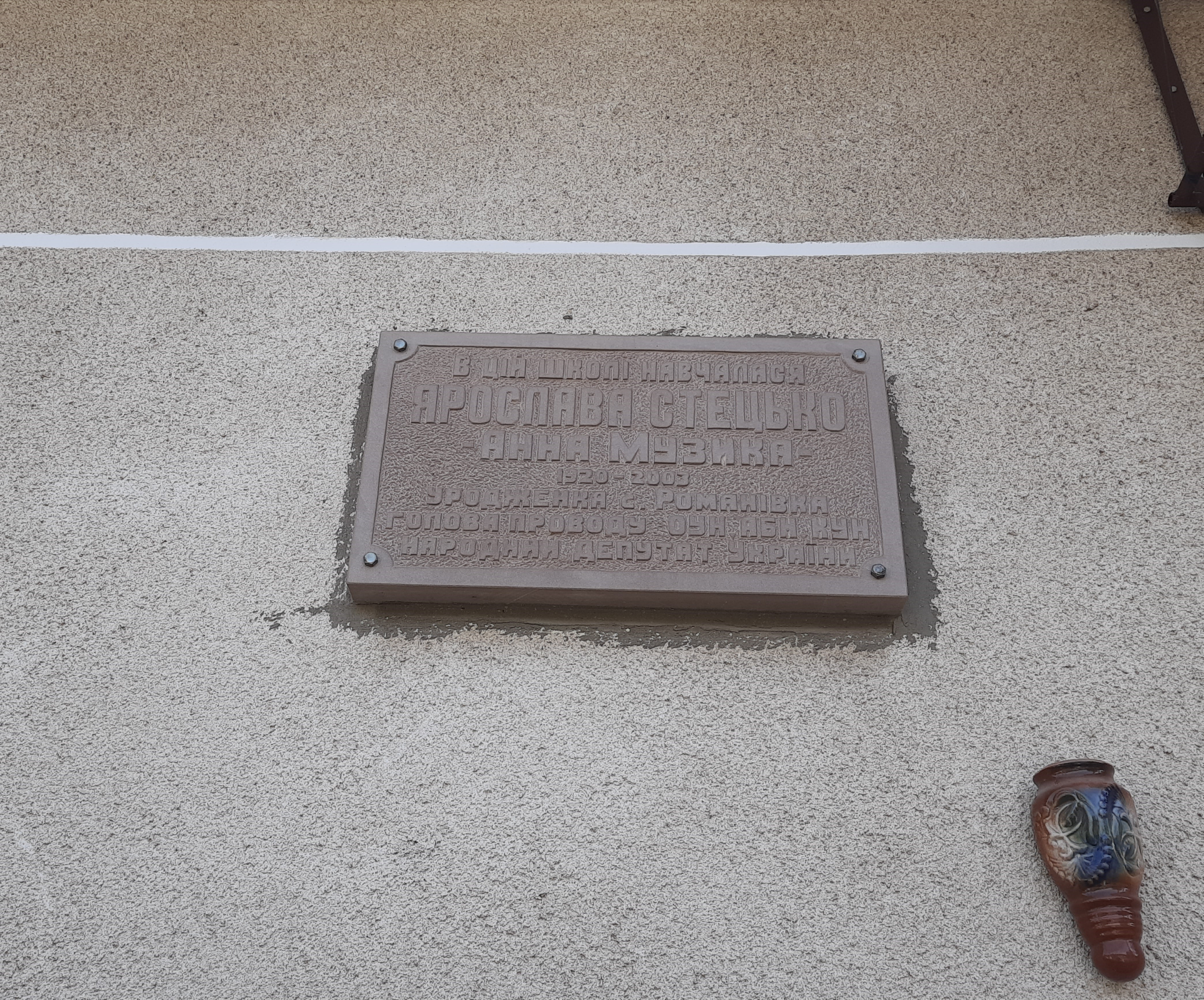
Меморіальна табличка на стіні школи
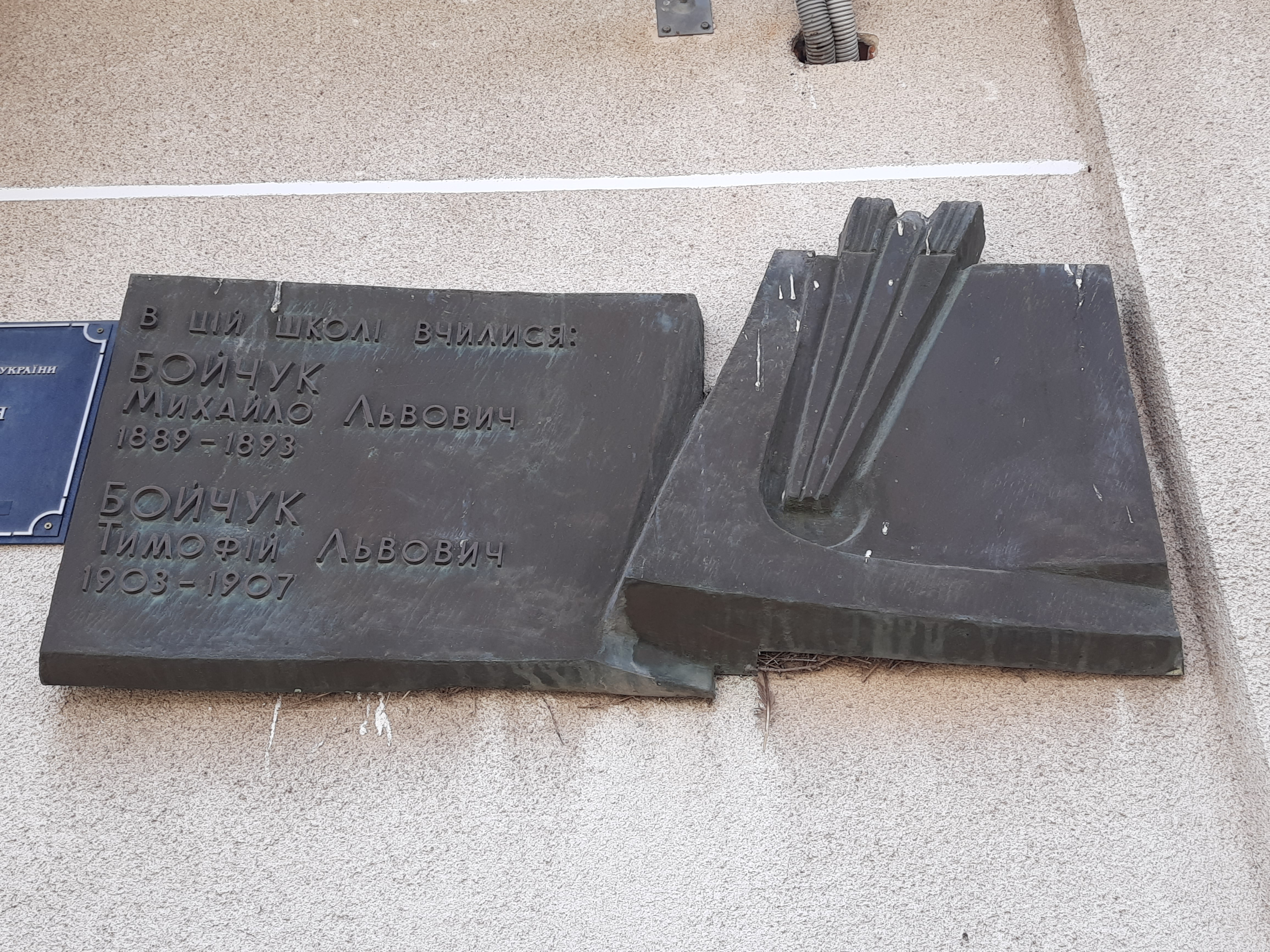
Меморіальна табличка на стіні школи
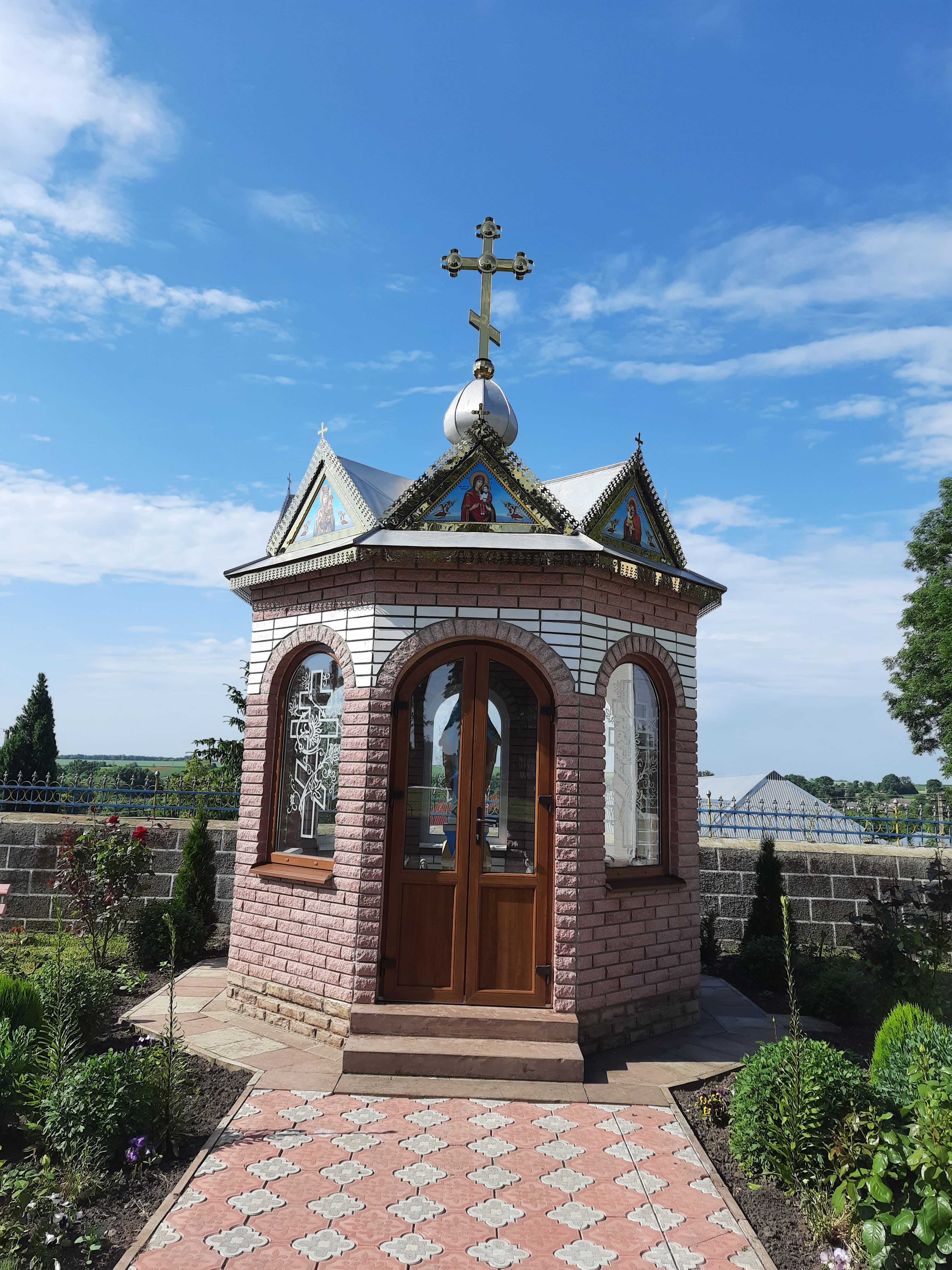
Капличка
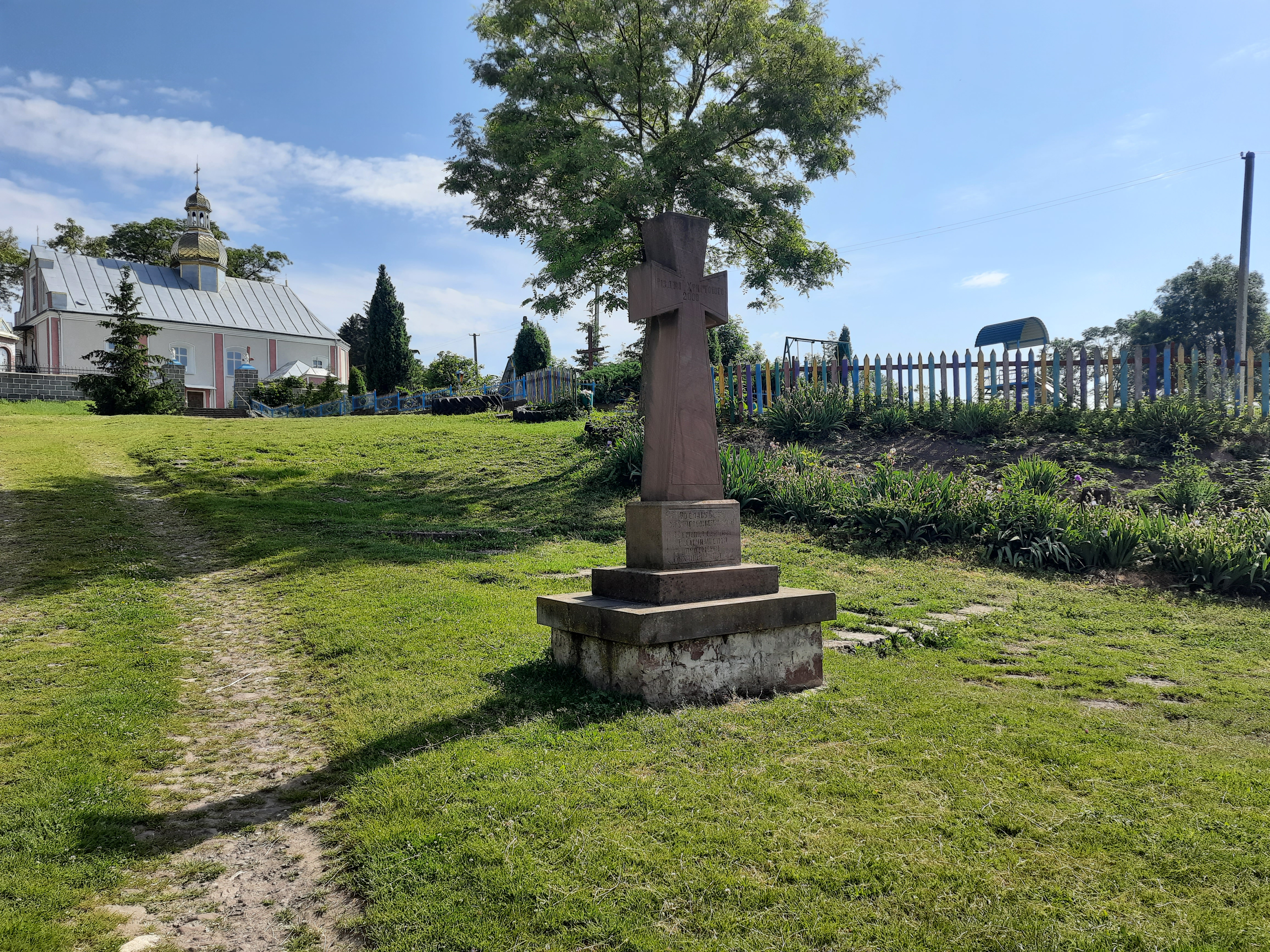
Пам'ятний хрест